# オイカワ
オイカワ（追河、Opsariichthys platypus）は、コイ科に分類される淡水魚の一種。西日本と東アジアの一部に分布し、分布域ではカワムツやウグイなどと並ぶ身近な川魚である。釣りの対象としても人気がある。婚姻色の美しさから川の宝石と呼ばれることもある。

## 形態

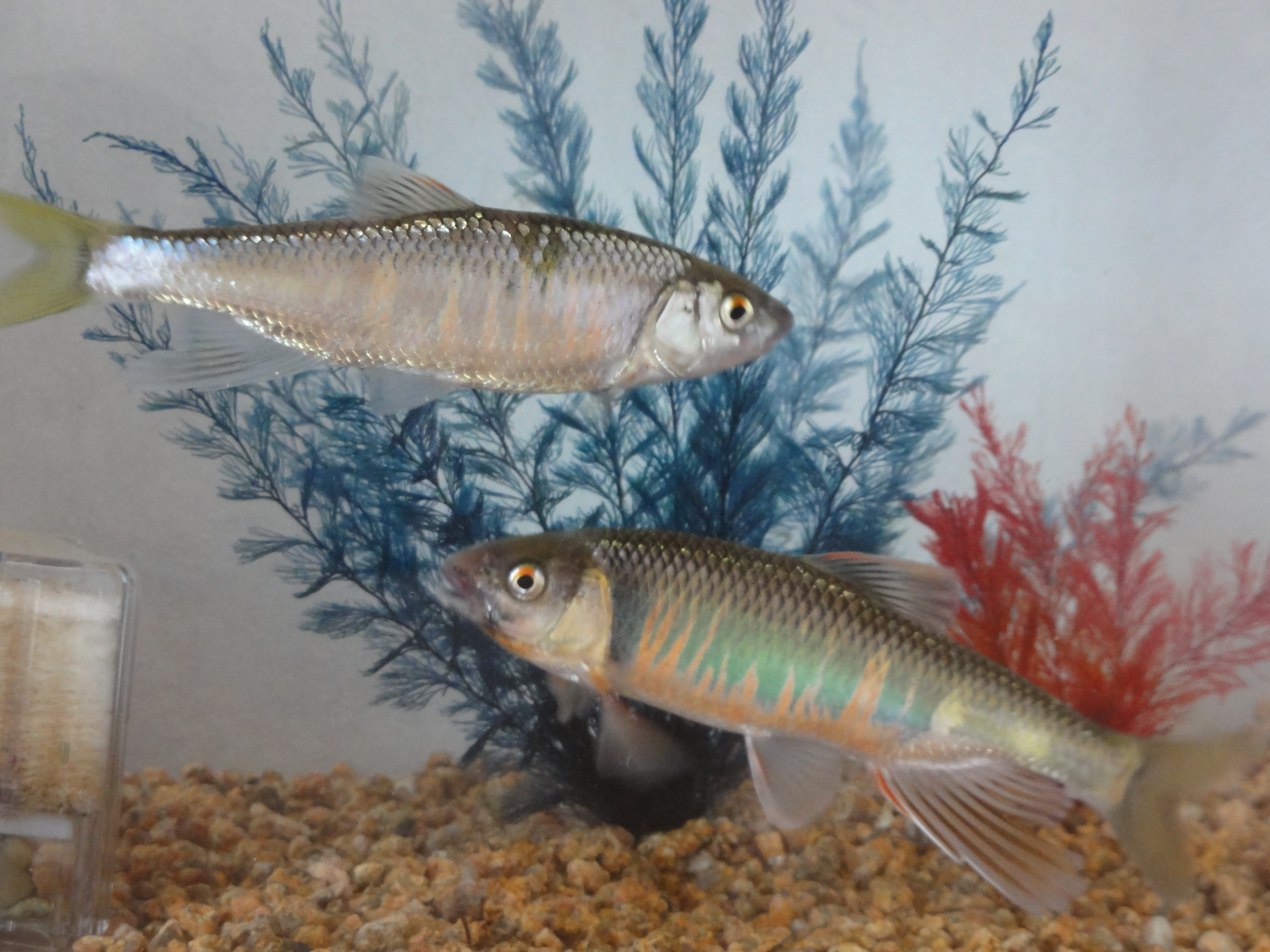
婚姻色

成魚は体長15cmほどで、オスの方がメスより大きい。背中は灰青色、体側から腹側は銀白色で、体側に淡いピンクの横斑が数本入る。三角形の大きな尻びれをもち、特に成体のオスは大きい。背中の背びれの前に黄色の紡錘形の斑点がある。上から見るとカワムツやヌマムツに似るが、各ひれがより大きく広がってみえる。ハスの若魚にもよく似るが、ハスは横から見ると口が大きく、唇が「へ」の字に曲がっているので区別できる。

## 分布
日本国内では利根川水系と信濃川水系以西の本州各地、四国の吉野川水系、九州に自然分布する。国外では朝鮮半島、中国東部、台湾に分布する。
近年改修によって多くの河川は流れがより緩やかになり、河床は平坦にされている。水の汚れや河川改修にも順応するオイカワにとって、近年の河川は生息しやすい環境へと変化している。21世紀初頭の時点では東日本（青森県岩木川水系以南）、四国太平洋側、隠岐諸島島後、五島列島中通島、種子島、屋久島、徳之島などでも記録される普通種となっている。日本国内の移動で生態系への影響も比較的少ないとはいえ、外来種であることに変わりはない。改修への順応が低いウグイやカマツカなどの魚が減少する中、生息数が増えている。

### 人為移植
琵琶湖産アユやゲンゴロウブナなど有用魚種に紛れて放流されることにより東北地方など各地に広がった。また、従来生息していた河川などにも進入した結果、琵琶湖産オイカワと在来オイカワの混在が確認されている。
台湾に生息する個体のミトコンドリアDNAを解析したところ、遺伝的に琵琶湖産と極めて近い関係にあるとする研究があり、アユの移植に伴った人為移植と考えられる。
徳之島では1970年代に鹿児島県天降川からアユの移植を試みた際に、アユ稚魚に混ざっていたオイカワが定着し増殖している。なお、オイカワの増殖により徳之島在来種の陸封型ヨシノボリ類の減少が報告されている。

## 生態

### 生息環境
川の中流域から下流域にかけて生息するが、湖などにも生息する。カワムツなどと分布域が重複するが、オイカワのほうが平瀬で水流が速く日当たりのよい場所を好む。またカワムツに比べると水の汚れに強く、河川改修され生活排水が流れこむ都市部の河川にも生息する。
川那部浩哉の宇川での研究によるとカワムツとオイカワが両方生息する川では、オイカワが流れの速い「瀬」に出てくるのに対し、カワムツは流れのゆるい川底部分「淵」に追いやられることが知られる。さらにこれにアユが混じると、アユが川の浅瀬部分に生息し、オイカワは流れの中心部分や淵に追いやられカワムツは瀬に追い出されアユと瀬で共存する。このことから河川が改修され平瀬が増えるとオイカワが増えてカワムツが減ることがわかっており、生物学の棲み分けの例として教科書等に載っている。ただし、近年は関東地方の一部の河川ではオイカワからカワムツが優先種となる逆のパターンも見られこれも河川改修等が原因と考えられ両者の関係には今後も注意すべきである。

### 食性
雑食性で、藻類や水草、水生昆虫や水面に落ちた小昆虫、小型甲殻類、ミミズ、赤虫などを食べる。

### 生活史
複数回の産卵を行うが、一回目の産卵の後好ましくない条件下(出水・増水による環境不適)では体内に残っている卵は産卵されない事もある。この残った卵（残存卵巣卵）は過熟卵となるが、コイと同じように体内に吸収されると考えられる。成熟雌は産卵活動を行ない9月までに死ぬ。
- 繁殖期：5月-8月で、この時期のオスは顔が黒く、体側が水色、腹がピンク、尾びれを除く各ひれの前縁が赤という独特の婚姻色を発現し、顔に追星と呼ばれる凹凸が現れる。
- 産卵：体長と孕卵数には一定の相関があり、1尾あたり380粒程度を孕卵数し、1回の産卵で全てを放出せず複数回の産卵行動を行う。産卵水温の範囲は広く、約16℃から30℃程度である[9]。1回に10粒から数10粒程度を産卵する為、潜在的な産卵能力は3ヶ月程度維持される[8]。産卵行動は水通しの良い浅瀬に群がり、砂礫の中に非粘着性の卵を産卵する。親魚は卵を保護しないが、産卵に参加しない個体や他の魚種等の捕食者から保護するため砂を巻き上げ埋没させる[10]。
- 孵化：低水温であると産卵から孵化までの日数が増加するが、卵は2日から8日ほどで孵化する。20℃から23℃では3日程度で孵化する。産卵と同じく孵化水温の範囲も広く、17℃から30℃程度であるが、25.4℃以上になると孵化率の低下や奇形の発生が始まり33.5℃で急激に悪化する、適水温は19℃から27℃程度とされる[9]。孵化適温範囲内において水温 (θ) とふ化日数 (T) との関係は次の式で表される。

{\displaystyle \mathrm {Te} \mathrm {^{a}_{}} \mathrm {^{\theta }_{}} =\ K}
これより aloge = 0.5103, a = 0.1175, K = 1705 , Q10=3.24 の値となる。
- 成長：孵化直後は、水流のほとんど無い止水域で群集し、成長度合いにより生息場所を変えていく。成熟には、2年から3年かかる。

## 交雑
河川改修による平坦化や農業用用水取水の影響による水量減少のために、もともとは棲み分けをしているオイカワと近縁種のヌマムツ又はカワムツの産卵場所が重なることで、交雑が生じている 。オイカワとヌマムツの交雑種、オイカワとカワムツの交雑種の雄は共に両種の特徴を持った婚姻色となる。渡辺昌和氏の越辺川の支流での観察によるとヌマムツのペアにオイカワの雄が飛び込んで放精する姿が観察された。これはオイカワ、カワムツ、ヌマムツは基本的に雌雄1対で産卵を行うがその回りには小型の雄が徘徊し産卵の瞬間に放精に参加するという共通の習性を持っており、渡辺氏の観察ではヌマムツのペアにオイカワの雄が放精するパターンのみが観察されオイカワのペアにヌマムツの雄が放精する逆のパターンは観察されなかった。産卵期にはヌマムツの雄は体側の縦帯を緑色に変えるために、オイカワの雄が飛び込む引き金となっているとも考えられている。

## 地方名
ハヤ、ハエ、ハイ、ブリーク（各地・混称）、ハス（淀川流域）、シラハエ、シラバエ、チンマ（近畿地方、北九州）、ヤマベ（関東地方と東北地方の一部）、ジンケン（東北地方・長野県の一部）など。
各地に多くの方言呼称があるが、多くの地方でウグイやカワムツなどと一括りに「ハヤ」と呼ばれる事もある。地方名の「ヤマベ」はサケ科のヤマメを指す地域もあり注意が必要である。淀川流域ではオイカワを「ハス」、ハスを「ケタバス」と呼んで区別している。なお標準和名「オイカワ」は元来婚姻色の出たオスを指す琵琶湖沿岸域での呼称であった。このほかにオスがアカハエ、メスがシラハエとも呼ばれる。また大分ではシラハエより体長も長く大きい腹の赤いものを「ヤマトバエ」と呼んでいるようだ。
ちなみにカワムツを初めてヨーロッパに紹介したのは長崎に赴任したドイツ人医師シーボルトで、オイカワの属名"Zacco"は日本語の「雑魚」（ザコ）に由来する。このオイカワ属にはオイカワとカワムツとヌマムツが含まれていたが、現在はオイカワはハス属" Opsariichthys"に、カワムツとヌマムツがカワムツ属"Nipponocypris"となっている。

## 人間との関わり

### 釣魚
釣りの対象としてなじみ深い魚である。餌は練り餌、川虫など。釣りの他に刺し網や投網、梁漁などでも漁獲される。泳がせ釣り用の活き餌として釣られることもある。近年では、フライフィッシングの対象としても有名である。毛ばりでも釣れる。

### 食用
甘露煮、唐揚げ、テンプラ、南蛮漬けなどで食用にされる。滋賀県ではなれずしの一種である「ちんま寿司」に加工される。長期熟成による醗酵臭が強く硬い鮒寿司より、ちんま寿司の方が食べやすいという向きも少なくない。

### 観賞魚
美しい婚姻色から、アクアリウムなどで観賞用として飼育されることがある。人工飼料を利用し育てる事が出来、溶存酸素量を高くして水質に気をつければ長期飼育も比較的簡単である。ただし狭い水槽（60cm未満）で飼育していると頭が丸くなってしまったりすることがある。